# Battaglia di Firenze
Battaglia di Firenze è l'espressione con cui si indica l'insurrezione, messa in atto dai partigiani nell'agosto del 1944, che portò alla liberazione della città di Firenze dalle truppe nazifasciste.

## Antefatti
Durante la seconda guerra mondiale, dopo la liberazione di Roma, le truppe alleate continuarono la risalita della penisola. A Firenze nella notte tra il 4 e il 5 agosto 1944, mentre i partigiani e gli alleati stavano arrivando da sud, le truppe naziste abbandonarono la riva sinistra dell'Arno dopo aver fatto saltare i ponti sul fiume. Risparmiarono solo il Ponte Vecchio ma, per impedirne l'attraversamento, minarono i palazzi situati nelle strade di accesso al ponte causandone il crollo.
Gli ufficiali dell'esercito alleato, giunti in prossimità di Firenze, presero contatto con il Comitato Toscano di Liberazione Nazionale (CTLN) dell'Oltrarno e con i comandanti delle Brigate Garibaldi arrivate in città. Nacque così la prima collaborazione tra i partigiani delle Brigate Garibaldi e i soldati dell'esercito alleato, con lo scopo di bonificare l'Oltrarno dalla presenza dei fascisti e organizzare l'insurrezione della città. Già dalla mattina del 5 agosto i componenti del CTLN avevano iniziato a dare disposizioni ai cittadini al fine di organizzare un ospedale per curare i feriti, dare sepoltura ai morti, ospitare in Palazzo Pitti centinaia di sfollati dai palazzi distrutti. 

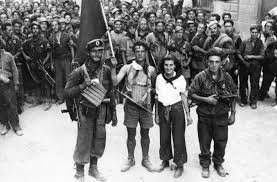
Partigiani della Brigata Sinigaglia a Porta Romana

I partigiani della Brigata Sinigaglia, dopo avere costituito il Comando della Divisione Garibaldina "Arno" a Villa Cora sul Viale dei Colli, scesero a Porta Romana e iniziano a perlustrare le strade dei quartieri di San Frediano, di Santo Spirito e di San Niccolò per stanare i cecchini fascisti che non avevano seguito i tedeschi nella ritirata oltre l'Arno e che dai tetti sparavano a chiunque.
La sera dell'8 agosto Aligi Barducci (nome di battaglia "Potente"), comandante della Divisione Garibaldina "Arno", mentre si stava recando a una riunione operativa fra comandanti partigiani e ufficiali alleati nei locali del Distretto Militare in Piazza Santo Spirito, fu colpito da un colpo di mortaio sparato dalle retrovie tedesche. Portato in ospedale a Greve in Chianti, morì la mattina successiva. Subito dopo la Divisione Garibaldina "Arno" prese il suo nome di battaglia e divenne Divisione Garibaldina "Potente".

## La battaglia
I tedeschi intanto ripiegavano assestandosi, dal 3 agosto, sul Poggio dell’Incontro sede di un convento francescano nel quale avevano in precedenza trovato rifugio anche molti civili ritenendolo un luogo sicuro ma così diventata la postazione di artiglieria più avanzata per controllare e difendere la ritirata verso nord in direzione Monte Giovi e nello stesso tempo frenare con ripetuti cannoneggiamenti l'avanzata delle truppe alleate. In quella postazione le truppe tedesche resistettero fino al 9 agosto quando una unità di carristi inglesi provenienti da San Donato in Collina sfondò il muro di cinta del convento occupato e con combattimenti anche corpo a corpo riuscì a sopraffare gli occupanti.

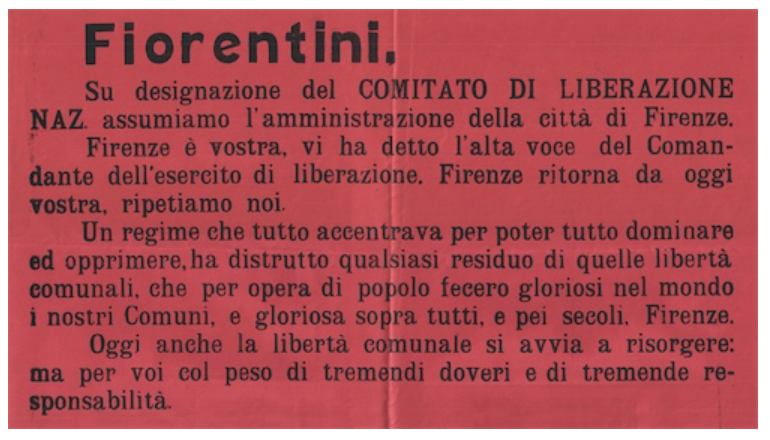
Manifesto per l'insurrezione

La battaglia di Firenze, ritardata anche per questo motivo, iniziò alle 6 del mattino dell'11 agosto 1944 quando il CTLN dette l'ordine d'insurrezione e la popolazione fu svegliata dai rintocchi della campana di Palazzo Vecchio, chiamata Martinella, a cui seguirono quelli della campana del Bargello, mentre i partigiani si apprestavano ad attaccare le truppe tedesche.

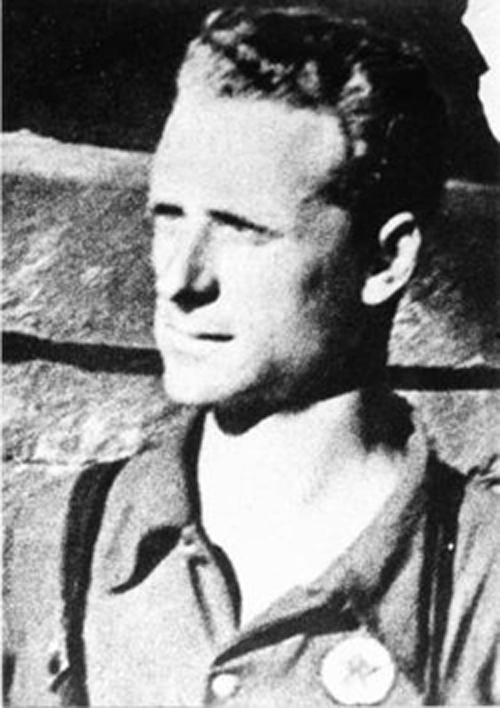
Aligi Barducci detto "Potente". Medaglia d'Oro al Valor Militare

L'11 agosto i partigiani della 22ª bis Brigata Garibaldi "Vittorio Sinigaglia" ricevettero l'ordine di attraversare l'Arno, quindi i componenti del CTNL da via della Condotta, luogo dove era stata preparata l'insurrezione, si recarono in prefettura a Palazzo Medici-Riccardi per prendere il comando della città. Una volta preso, subito il CTLN nominò la giunta comunale con sindaco Gaetano Pieraccini (PSI) e vice sindaci Mario Fabiani (PCI) e Dino Zoli (DC); nomine poi confermate dagli alleati. Era la prima volta nel corso della campagna d'Italia, che il governo di un territorio veniva nominato dalle forze della resistenza antifascista.
Nelle strade di Firenze furono affissi manifesti che informavano i fiorentini circa i pieni poteri assunti dal CTLN e chiedevano alla popolazione di «contribuire con tutte le proprie forze alla liberazione della città».
La Battaglia di Firenze continuò oltre l'11 agosto con combattimenti in vari punti della città, dal centro alla periferia. La conquista della città da parte dei partigiani avvenne strada per strada, isolato per isolato, fino a creare una linea ideale che dalle Cascine arrivava fino all'Affrico, chiamata "Linea del Mugnone", oltre la quale si attestarono i soldati tedeschi in ritirata, impegnando i partigiani in duri combattimenti che durarono fino alla fine del mese.
Le varie formazioni partigiane si erano disposte in diverse zone operative: alcune andarono a presidiare la zona del centro, altre la zona di Porta al Prato e altre ancora la zona di Campo di Marte. Dovunque furono affiancate dalle Squadre di Azione Patriottica, le SAP, che fino a quel momento avevano operato in clandestinità; erano venute allo scoperto solo per essere d'appoggio ai partigiani durante l'insurrezione, pur disponendo di pochi mezzi e poche armi.
Il cavalcavia di Viale Belfiore venne difeso dai tedeschi che tentarono anche di farlo esplodere; altri scontri si ebbero al Ponte al Pino. La caccia ai franchi tiratori fu fatta strada per strada per mettere al sicuro la popolazione civile. Gli alleati passarono l'Arno il 13 agosto dopo avere chiesto copertura alle brigate partigiane già impegnate nei combattimenti che proseguirono fino al 31 agosto.
La battaglia poté dirsi conclusa il 1º settembre 1944, quando anche Fiesole e Sesto Fiorentino furono liberate.
Durante gli scontri molti tra i partigiani e i patrioti caddero in combattimento. La Battaglia di Firenze contò fra i partigiani 205 caduti e 400 feriti.